# Municipio de Thornton (Illinois)
El municipio de Thornton (en inglés: Thornton Township) es un municipio ubicado en el condado de Cook en el estado estadounidense de Illinois. En el año 2010 tenía una población de 169326 habitantes y una densidad poblacional de 1.378,8 personas por km².

## Geografía
El municipio de Thornton se encuentra ubicado en las coordenadas 41°36′5″N 87°36′1″O / 41.60139, -87.60028. Según la Oficina del Censo de los Estados Unidos, el municipio tiene una superficie total de 122.81 km², de la cual 121.54 km² corresponden a tierra firme y (1.03%) 1.27 km² es agua.

## Demografía
Según el censo de 2010, había 169326 personas residiendo en el municipio de Thornton. La densidad de población era de 1.378,8 hab./km². De los 169326 habitantes, el municipio de Thornton estaba compuesto por el 23.28% blancos, el 68.57% eran afroamericanos, el 0.34% eran amerindios, el 0.5% eran asiáticos, el 0.02% eran isleños del Pacífico, el 5.48% eran de otras razas y el 1.81% pertenecían a dos o más razas. Del total de la población el 11.05% eran hispanos o latinos de cualquier raza.